# Arzenopirit
Arzenopirit je železov arzenov sulfid s kemijsko formulo FeAsS. Mineral je trd (5,5 - 6) in neprozoren, jekleno sive do srebrno bele barve s kovinskim sijajem in z relativno visoko specifično težo (6,1). Pri raztapljanju v dušikovi kislini se sprošča elementarno žveplo. Pri segrevanju postane magneten in sprošča strupene pare. Vsebuje 46% arzena, zato je  poleg avripigmenta najpomembnejša arzenova ruda. Skladi arzenopirita, ki so izpostavljeni atmosferi, običajno zaradi rudarjenja, počasi oksidirajo, pri čemer se arzen pretvori v oksid, ki je bolj topen v vodi povzroči kislo rudniško drenažo. 
Arzenopirit se pojavlja v visokotemperaturnih hidrotermalnih žilah, pegmatitih, in na področjih, kjer se stikata metamorfizem in metasomatizem.
Arzenopirit lahko spremljajo znatne količine zlata, zato služi kot indikator zlatonosnih žil. Mnoge arzenopiritne zlatove rude so ognjeodporne, zato je zlato težko dobiti iz takšne mineralne matrice. 
Za diagnosticiranje arzenopirita so pomembni njegov habit, trdota,  gostota in vonj po česnu.

## Struktura
Arzenopirit kristalizira v monoklinskem kristalnem sistemu. Kristali so običajno prizmatični ali stolpičasti z vzdolžnimi brazdami. Dvojčičenje je pogosto. V starejši literaturi se je arzenopirit obravnaval kot ortorombski mineral, vendar se je izkazalo, da je monoklinski. Njegova struktura je takšna, da je vsak center Fe povezan s tremi atomi As in tremi atomi S. Struktura se v ionski obliki lahko zapiše z Fe3+ in dvoatomnimi anioni AsS3-, čeprav zapis v ionski obliki ni najbolj primeren, ker je arzenopirit polprevodnik, vezi Fe-As in Fe-S pa so zelo kovalentne.
Medatomske povezave so bolj podobne povezavam v markazitu kot v piritu.

## Sorodni minerali
Železo v arzenopiritu lahko zamenjajo nekatere prehodne kovine. V arzenopiritno skupino spadajo naslednji redki mierali:
- Klinosaflorit (Co,Fe,Ni)AsS
- Gudmundit (FeSbS)
- Glavkodot ali aloklazit (Fe,Co)AsS ali (Co,Fe)AsS
- Iridarzenit (Ir,Ru)AsS
- Osarzit ali ruarzit (Os,Ru)AsS ali (Ru,Os)AsS